# 2019年の道路
2019年の道路（2019ねんのどうろ）とは、2019年（平成31年 / 令和元年）に起こった道路関係の出来事をまとめたページである。
2018年の道路 - 2019年の道路 - 2020年の道路

## 出来事の一覧

### 1月
- 12日
  - （開通）  国道45号 三陸沿岸道路 釜石山田道路 大槌IC - 山田南IC (8.0 km)[1]
- 13日
  - （IC供用）  東北自動車道 郡山中央スマートIC[2]
- 19日
  - （開通）  中九州横断道路 大野竹田道路 朝地IC - 竹田IC (6.0 km)[3]
- 26日
  - （開通）  伊豆縦貫自動車道 天城北道路 大平IC - 月ケ瀬IC (5.1 km)[4]

### 2月
- 16日
  - （開通）  国道45号 三陸沿岸道路 本吉気仙沼道路 本吉津谷IC - 大谷海岸IC (4.0 km)[5]
  - （開通）  国道45号 三陸沿岸道路 歌津本吉道路 歌津IC - 小泉海岸IC (10.0 km)[5]
- 17日
  - （開通）  国道23号 中勢バイパス 三重県鈴鹿市御薗町 - 津市河芸町三行 (2.9 km)[6]

### 3月
- 1日
  - （規制緩和）  東北自動車道 花巻南IC - 盛岡南IC (約27 km) と新東名高速道路 新静岡IC - 森掛川IC (約50 km) の最高速度を110 km/hから120 km/hに試験的に引き上げ[7][8]。
  - （規制緩和）  京葉道路 京葉市川IC - 船橋IC (約3 km) の最高速度を60 km/hから80 km/hに引き上げ[9]。
- 2日
  - （開通）  国道474号 三遠南信自動車道 佐久間道路 佐久間川合IC - 東栄IC (6.9 km)[10]
  - （開通）  国道3号 南九州西回り自動車道 芦北出水道路 津奈木IC - 水俣IC (5.6 km)[11]
- 3日
  - （開通）  国道283号 釜石自動車道 遠野道路 遠野住田IC - 遠野IC (11.0 km)[12]
  - （開通）  国道464号 北千葉道路 千葉県成田市船形 - 押畑 (3.8 km)[13]
  - （開通）  中津日田道路 三光本耶馬渓道路 中津IC - 田口IC (2.8 km)[14]
- 8日
  - （拡幅）  高松自動車道 鳴門IC - 高松東IC (51.8 km) (2車線→4車線)[15]
- 9日
  - （開通）  国道38号・44号 北海道横断自動車道 釧路外環状道路 釧路東IC - 釧路別保IC (6.9 km)[16]
  - （開通）  国道272号 釧路中標津道路 上別保道路 北海道釧路郡釧路町上別保 - 川上郡標茶町阿歴内 (6.6 km)[16]
  - （開通）  国道45号 三陸沿岸道路 釜石山田道路 釜石JCT - 釜石両石IC (5.6 km)[17]
  - （開通）  国道283号 釜石自動車道 釜石道路 釜石JCT - 釜石仙人峠IC (6.0 km)[17]
  - （開通）  国道45号 三陸沿岸道路 吉浜釜石道路 釜石南IC - 釜石JCT (9.0 km)[17]
  - （IC供用）  東名高速道路 足柄スマートIC[18]
- 10日
  - （開通）  中部横断自動車道 新清水JCT - 富沢IC (20.7 km)[19]
  - （開通）  中部横断自動車道 下部温泉早川IC - 六郷IC (8.4 km)[19]
  - （IC供用）  阪和自動車道 和歌山南スマートIC[20]
- 16日
  - （開通）  国道45号 上北自動車道 上北天間林道路 上北IC - 七戸IC (7.8 km)[21]
- 17日
  - （IC供用）  磐越自動車道 田村スマートIC[22]
  - （開通）  新東名高速道路 厚木南IC - 伊勢原JCT (4.3 km)[23]
  - （IC供用）  東名高速道路 舘山寺スマートIC[24]
  - （開通）  新名神高速道路 新四日市JCT - 亀山西JCT (23.4 km)[25]
  - （開通）  国道475号 東海環状自動車道 大安IC - 東員IC (6.4 km)[26]
  - （開通）  国道9号 山陰自動車道 多伎・朝山道路 出雲多伎IC - 大田朝山IC (9.0 km)[27]
  - （開通）  国道10号 都城志布志道路 都城道路 横市IC - 平塚IC (2.8 km)[28]
- 18日
  - （開通）  海南省で海南海文大橋（英語版）が開通[29]。
- 19日
  - （PA供用・再開）  阪神高速3号神戸線 尼崎PA[30]
  - （PA供用）  阪神高速5号湾岸線 南芦屋浜PA[30]
- 20日
  - （拡幅）  東海北陸自動車道 高鷲IC - ひるがの高原SA/スマートIC (7.1 km) (2車線→4車線)[31]
- 21日
  - （開通）  国道45号 三陸沿岸道路 唐桑高田道路 唐桑小原木IC - 陸前高田長部IC (3.5 km)[32]
  - （IC供用）  常磐自動車道 ならはスマートIC[33]
- 23日
  - （IC供用）  八戸自動車道 八戸西スマートIC[34]
  - （開通）  東北中央自動車道 東根IC - 東根北IC (4.3 km)[35]
- 24日
  - （IC供用）  国道468号 首都圏中央連絡自動車道 大網白里スマートIC[36]
  - （開通）  国道253号 上越魚沼地域振興快速道路 上越三和道路 寺IC - 鶴町IC (3.0 km)[37]
  - （開通）  岡山県道27号岡山吉井線 美作岡山道路 吉井IC - 佐伯IC (6.8 km)[38]
  - （開通）  岡山県道79号佐伯長船線 美作岡山道路 熊山IC - 瀬戸IC (3.7 km)[38]
  - （IC供用）  九州自動車道 北熊本スマートIC[39]
  - （開通）  北薩横断道路 泊野道路 さつま泊野IC - きららIC (3.4 km)[40]
- 28日
  - （IC供用）  関越自動車道 寄居スマートIC（下り線出入口）[41]
- 29日
  - （路線統合）  宮城県道16号石巻鹿島台大衡線と県道148号本町大衡線 ⇒ 県道16号石巻鹿島台色麻線[42]
  - （路線統合）  宮城県道52号亘理村田線と県道222号寄井蔵王線 ⇒ 県道52号亘理村田蔵王線[42]
  - （路線統合）  宮城県道109号北白川停車場犬卒都婆線と県道112号北白川停車場向山線 ⇒ 県道109号白川犬卒都婆向山線[42]
  - （路線統合）  宮城県道113号船岡停車場線と県道116号船岡停車場船迫線 ⇒ 県道116号船岡停車場船迫線[42]
  - （路線統合）  宮城県道120号坂元停車場線と県道44号角田山元線 ⇒ 県道44号角田山元線[42]
  - （路線統合）  宮城県道162号西古川停車場下狼塚線と県道163号西古川停車場清水線 ⇒ 県道162号清水下狼塚線[42]
  - （路線廃止）  宮城県道169号川渡停車場線[42]
  - （路線名称変更）  宮城県道184号石越停車場白崖線 ⇒ 石越白崖線[42]
  - （路線統合）  宮城県道190号石森永井線と県道200号中田迫線 ⇒ 県道190号花泉迫線[42]
  - （路線統合）  宮城県道191号鹿又停車場広淵線と県道231号鹿又停車場線 ⇒ 県道191号鹿又広渕線[42]
  - （路線統合）  宮城県道203号有壁停車場線と県道187号大門有壁線 ⇒ 県道187号大門有壁線[42]
  - （路線統合）  宮城県道208号大島線と県道218号大島浪板線 ⇒ 県道218号大島浪板線[42]
  - （路線統合）  宮城県道229号竹谷幡谷線と県道241号大和幡谷線 ⇒ 県道241号竹谷大和線[42]
  - （路線統合）  宮城県道232号上代寺前線と県道110号大河原高倉線 ⇒ 県道110号大河原高倉線[42]
  - （路線統合）  宮城県道250号くりこま高原停車場線と県道268号くりこま高原停車場伊豆沼線 ⇒ 県道268号伊豆沼くりこま高原駅線[42]
  - （ICランプ供用）  国道7号 新新バイパス 大夫興野IC（新発田IC方面入口）[43]
- 30日
  - （開通）  国道106号 宮古盛岡横断道路 宮古西道路 宮古中央IC - 宮古根市IC (3.4 km)[44][45]
  - （IC供用）  九州自動車道 桜島スマートIC（鹿児島IC方面出入口）[46]
- 31日
  - （IC供用）  常磐自動車道 大熊IC[47]
  - （拡幅）  館山自動車道 君津IC - 富津中央IC (9.2 km) (2車線→4車線)[48]

### 4月
- 1日
  - （移管・路線名称変更）  阪神高速8号京都線 → E89 第二京阪道路 鴨川東出入口 - 巨椋池本線料金所 (7.4 km) （阪神高速道路株式会社 → 西日本高速道路株式会社〈NEXCO西日本〉）[49]
  - （移管・路線名称変更・無料開放）  阪神高速8号京都線 → 新十条通 山科出入口 - 鴨川東出入口 (2.7 km) （阪神高速道路株式会社 → 京都市）[49]
  - （移管）  第二阪奈有料道路 西石切ランプ - 宝来ランプ (13.4 km) （大阪府道路公社・奈良県道路公社 → 西日本高速道路株式会社〈NEXCO西日本〉）[49]
- 7日
  - （開通）  宮城県道218号大島浪板線 気仙沼大島大橋[50]
- 9日
  - （閉合）  湖北省の石首長江公路大橋が閉合[51]。
- 12日
  - （PA供用）  東名高速道路 豊橋PA[52]
- 13日
  - （開通）  東北中央自動車道 南陽高畠IC - 山形上山IC (24.4 km)[53]
  - （PA供用）  東北中央自動車道 山形PA[53]
- 15日
  - （IC名称変更・接続路線変更）  首都高速湾岸線 大井南入口（東行き千葉方面入口） → 首都高速中央環状線 中環大井南入口（外回り大橋JCT方面入口）[54]
- 20日
  - （IC供用）  東北自動車道 滝沢中央スマートIC[55]
- 21日
  - （無料開放）  房総スカイライン有料道路 (10.0 km)[56]
  - （無料開放）  鴨川有料道路 (5.1 km)[56]
- 27日
  - （IC供用）  国道9号 山陰自動車道 東伯・中山道路 琴の浦IC[57]

### 5月
- 12日
  - （開通）  国道9号 山陰自動車道 鳥取西道路 鳥取西IC - 青谷IC (17.5 km)[58]
- 14日
  - （路線名称変更）  岩手県道184号石越停車場白崖線 ⇒ 石越白崖線[59]
  - （路線名称変更）  岩手県道190号石森永井線 ⇒ 花泉迫線[59]
- 31日
  - （長期間閉鎖解除）  首都高速1号羽田線 羽田入口（上り線。料金所設置工事のため、2018年（平成30年）5月14日から閉鎖されていた。）[60]

### 6月
- 3日
  - （開通）  国道357号 東京湾岸道路 東京港トンネル（内陸側トンネル） (1.9 km)[61]
- 9日
  - （開通）  みやぎ県北高速幹線道路 築館工区 宮城県栗原市築館萩沢鬼ケ崎（築館東IC） - 築館萩沢後沢道北（国道4号築館バイパスとの交差点） (1.7 km)[62]
- 11日
  - （開通）  青海省海東市扎隆溝と碾伯鎮を結ぶ二級道路の扎碾道路が開通[63]。
- 22日
  - （開通）  国道45号 三陸沿岸道路 釜石山田道路 釜石北IC - 大槌IC (4.8 km)[64]
- 28日
  - （拡幅）  長崎自動車道 長崎芒塚IC - 長崎多良見IC (8.3 km) (2車線→4車線)[65]
- 29日
  - （IC供用）  日光宇都宮道路 篠井IC[66]

### 7月
- （開通）  新疆ウイグル自治区タシュクルガン・タジク自治県で吾格亜提盤山公路が開通[67]。
- 10日
  - （開通）  国道118号 袋田バイパス 茨城県大子町大字袋田 - 同町大字南田気間 (0.3 km)[68]

### 8月
- 4日
  - （IC供用）  秋田自動車道 横手北スマートIC[69]
- 10日
  - （IC供用）  九州自動車道 人吉球磨スマートIC[70]

### 9月
- 6日
  - （開通）  広州市で初となる昇開橋の広州光明大橋が開通[71]。
- 7日
  - （フルIC化）  常磐自動車道 水戸北スマートIC（いわき方面出入口）[72]
- 8日
  - （開通）  国道491号 山陰自動車道 長門・俵山道路 長門湯本温泉IC - 俵山北IC (5.5 km)[73]
- 14日
  - （IC供用）  東名高速道路 日本平久能山スマートIC[74]
- 16日
  - （開通）  国道168号 五條新宮道路 十津川道路 奈良県吉野郡十津川村平谷 - 折立 (1.7 km)[75]
- 21日
  - （開通）  茨城県道145号上吉影岩間線 茨城空港アクセス道路 茨城県石岡市正上内（石岡小美玉SIC） - 小美玉市竹原 (3.0 km)[76]
  - （開通）  茨城県道145号上吉影岩間線 茨城空港アクセス道路 茨城県小美玉市竹原中郷 - 三箇 (1.2 km)[76]
- 23日
  - （PA供用）  東九州自動車道 佐伯弥生PA（上り線）[77]
- 28日
  - （無料開放）  遠州大橋 (1.2 km)[78]
- 29日
  - （長期間閉鎖解除）  首都高速湾岸線・1号羽田線・中央環状線 大井JCT 湾岸線東行きから1号羽田線（上り）に向かう連絡路（1号羽田線 東品川桟橋・鮫洲埋立部の造り替え工事のため、2016年（平成28年）6月8日から閉鎖されていた。）[79]
  - （開通）  北京市で新首鋼大橋が開通[80]。

### 10月
- 1日
  - （事故）  台湾 宜蘭県の南方澳大橋が崩落する事故が発生[81]。

- 6日
  - （IC供用）  東九州自動車道 国富スマートIC[82]
- 8日
  - （開通）  湖北省武漢市で武漢楊泗港長江大橋（英語版）が開通[83]。
- 23日
  - （立体化）  国道4号 新4号国道 春日部古河バイパス 五霞跨道橋下り線 (0.7 km)[84]

### 11月
- 2日
  - （博覧会）  武漢で湖北省交通庁と武漢市政府主催の「2019年中国橋博会」が開幕[85]。
- 17日
  - （開通）  中部横断自動車道 富沢IC - 南部IC (6.7 km)[86]
  - （開通）  国道474号 三遠南信自動車道 飯喬道路 天龍峡IC - 龍江IC (4.0 km)[87]
- 22日
  - （IC供用）  国道253号 上越魚沼地域振興快速道路 上越三和道路 門田新田IC[88]
- 24日
  - （IC供用）  札樽自動車道 手稲IC（小樽IC方面入口）[89]
- 28日
  - （開通）  湖北省咸寧市で嘉魚長江公路大橋が開通[90]。

### 12月
- 1日
  - （JCT供用）  首都高速中央環状線・7号小松川線 小松川JCT[91]
- 5日
  - （拡幅）  上信越自動車道 信濃町IC - 新井PA/スマートIC (24.5 km) (2車線→4車線)[92]
- 8日
  - （開通）  国道106号 宮古盛岡横断道路 都南川目道路 田の沢IC - 手代森IC (3.4 km)[93]
- 14日
  - （開通）  国道475号 東海環状自動車道 大野神戸IC - 大垣西IC (7.6 km)[94]
- 19日
  - （IC供用）  首都高速3号渋谷線 渋谷出入口（用賀・東名高速方面入口）[91]
- 21日
  - （開通）  国道450号 旭川紋別自動車道 丸瀬布遠軽道路 遠軽瀬戸瀬IC - 遠軽IC (6.8 km)[95]
  - （フルJCT化）  新名神高速道路 亀山西JCT（新四日市JCT方面と亀山連絡路・亀山JCT方面を接続するランプ）[96]
- 22日
  - （開通）  国道115号 東北中央自動車道 相馬福島道路 相馬西道路 相馬IC - 相馬山上IC (6.0 km)[97]
- 23日
  - （開通）  国道279号 下北半島縦貫道路 むつ南バイパス むつ尻屋崎IC - むつ東通IC (1.3 km)[98]